# Джордж Сантаяна
Джордж Сантая́на (англ. George Santayana, ісп. Jorge Agustín Nicolás Ruiz de Santayana, іспанське ім'я Хо́рхе Агусти́н Нікола́с Руїс де Сантая́на; 16 грудня 1863, Мадрид — 26 вересня 1952, Рим) — американський філософ і письменник іспанського походження. Все життя зберігаючи іспанське громадянство, Сантаяна писав англійською, виріс і здобув освіту в США і вважається представником передусім американської культури, хоча більшу частину життя провів у різних країнах Європи.
Відомий завдяки шеститомній праці «Життя розуму» («The life of reason», 1905—1906), працям «Скептицизм і тваринна віра» («Scepticism and animal faith», 1923), «Останній пуританин» («The last puritan», 1935) та іншим, а також есе, віршам та романам.

## Філософія
Філософія Сантаяни має гуманістичну спрямованість. За Сантаяною, основна задача філософії має полягати не в поясненні світу, а у напрацюванні «морального ставлення» до нього.
Головна думка філософії Сантаяни полягає в тому, що найдосконалішим відношенням людини до світу є естетичне ставлення, і рівень розвитку суспільства визначається не виробництвом матеріальних благ, а кількістю енергії, витраченої на «прикрашання життя і культуру уяви». Філософ був впевнений, що «в науці існує всепроникний, неминучий і мінливий елемент поезії… Наука є мисленнєвим акомпанементом мистецтва». В «Житті розуму» він розглядав науку, мистецтво, суспільство і релігію з точки зору «моральних благ», що досягаються людством в його прагненні встановити рівновагу з середовищем. Сантаяна вважав, що «сама природа тягне за собою свій ідеал і що прогресивна організація ірраціональних імпульсів творить раціональну думку».
В галузі політичної філософії Сантаяна був прихильником ідеї «еліти» на противагу ідеї демократії.

## Твори
- Сантаяна Дж.Відсутність релігії в Шекспіра (рос.) [Архівовано 17 листопада 2012 у Wayback Machine.]
- Сантаяна Дж. Скептицизм і тваринна віра.
- Сантаяна Дж. Люди и страны. Моя жизнь (рос.) [Архівовано 5 березня 2016 у Wayback Machine.]
- Сантаяна Дж. Характер і світогляд американців.